# Ministrowie obrony Wielkiej Brytanii
Ministerstwo Obrony (ang. Secretary of State for Defence) – brytyjski urząd ministerialny powstały w 1940 r. 1 kwietnia 1964 r. przejął kompetencje ministerstwa lotnictwa, ministerstwa wojny i Admiralicji.

## Lista ministrów
| Minister                                       | Czas urzędowania                       |
| ---------------------------------------------- | -------------------------------------- |
| Winston Churchill                              | 1940–1945                              |
| Clement Richard Attlee                         | 1945–1946                              |
| Albert Alexander                               | 1946–1950                              |
| Manny Shinwell                                 | 1950–1951                              |
| Winston Churchill                              | 1951–1952                              |
| Harold Alexander, 1. hrabia Alexander of Tunis | 1952–1954                              |
| Harold Macmillan                               | 1954–1955                              |
| Selwyn Lloyd                                   | 1955–1955                              |
| Walter Monckton                                | 1955–1956                              |
| Antony Head                                    | 1956–1957                              |
| Duncan Sandys                                  | 1957–1959                              |
| Harold Watkinson                               | 1959–1962                              |
| Peter Thorneycroft                             | 1962 – 16 października 1964            |
| Denis Healey                                   | 16 października 1964 – 19 czerwca 1970 |
| Peter Carington, 6. baron Carrington           | 20 czerwca 1970 – 8 stycznia 1974      |
| Ian Gilmour                                    | 8 stycznia 1974 – 4 marca 1974         |
| Roy Mason                                      | 5 marca 1974 – 10 września 1976        |
| Frederick Mulley                               | 10 września 1976 – 4 maja 1979         |
| Francis Pym                                    | 5 maja 1979 – 5 stycznia 1981          |
| John Nott                                      | 5 stycznia 1981 – 6 czerwca 1983       |
| Michael Heseltine                              | 6 czerwca 1983 – 7 stycznia 1986       |
| George Younger                                 | 9 stycznia 1986 – 24 lipca 1989        |
| Tom King                                       | 24 lipca 1989 – 10 kwietnia 1992       |
| Malcolm Rifkind                                | 10 kwietnia 1992 – 5 lipca 1995        |
| Michael Portillo                               | 5 lipca 1995 – 2 maja 1997             |
| George Robertson                               | 3 maja 1997 – 11 października 1999     |
| Geoff Hoon                                     | 11 października 1999 – 6 maja 2005     |
| John Reid                                      | 6 maja 2005 – 5 maja 2006              |
| Des Browne                                     | 5 maja 2006 – 3 października 2008      |
| John Hutton                                    | 3 października 2008 – 5 czerwca 2009   |
| Bob Ainsworth                                  | 5 czerwca 2009 – 11 maja 2010          |
| Liam Fox                                       | 12 maja 2010 – 14 października 2011    |
| Philip Hammond                                 | 14 października 2011 – 15 lipca 2014   |
| Michael Fallon                                 | 15 lipca 2014 – 2 listopada 2017       |
| Gavin Williamson                               | 2 listopada 2017 – 1 maja 2019         |
| Penny Mordaunt                                 | 1 maja 2019 – 24 lipca 2019            |
| Ben Wallace                                    | 24 lipca 2019 – 31 sierpnia 2023       |
| Grant Shapps                                   | 31 sierpnia 2023 – 5 lipca 2024        |
| John Healey                                    | od 5 lipca 2024                        |